# Municipio de Jackson (condado de Reynolds, Misuri)
Jackson Township es un municipio inactivo del condado de Reynolds, Misuri, Estados Unidos. Según el censo de 2020, tiene una población de 460 habitantes.
La subdivisión tiene un código censal Z1, que indica que no está en funcionamiento (non-functioning county subdivision).

## Geografía
Está ubicado en las coordenadas 37°19′10″N 91°5′53″O / 37.31944, -91.09806 (37.319483, -91.098118). Según la Oficina del Censo de los Estados Unidos, tiene una superficie total de 201.50 km², de la cual 200.43 km² corresponden a tierra firme y 1.07 km² son agua.

## Demografía
Según el censo de 2020, hay 460 personas residiendo en la zona. La densidad de población es de 2.3 hab./km². El 90.65 % de los habitantes son blancos, el 2.17 % son afroamericanos, el 1.09 % son asiáticos, el 0.22 % es de otra raza y el 5.87 % son de una mezcla de razas. Del total de la población, el 1.96 % son hispanos o latinos de cualquier raza.